# Creștin-democrație
Creștin-democrația este o doctrină politică ce a evoluat mai ales după cel de-al Doilea Război Mondial în țările europene cu populație preponderent catolică și protestantă (cu excepția celor din Blocul Răsăritean, aflate sub dominație sovietică). Programul politic creștin-democrat se bazează pe enciclicile Rerum novarum din 1891, Quadragesimo anno din 1931 și Pacem in terris din 1963.
Apărută ca o reacție la atacurile împotriva Bisericii Catolice și a creștinismului în general, creștin-democrația reprezintă în plan politic drepturile acestora. 
Creștin-democrația a încercat o mediere între liberalism (individualism) și socialism (colectivism), aducând în politică și elemente noi precum morala creștină și subsidiaritatea. Considerată în multe țări europene drept o formă de neoconservatorism, creștin-democrația se intersectează cu conservatorismul în puncte fundamentale ale ideologiei, precum respectul față de valorile tradiționale, credința și familia.
Democrația creștină este o ideologie politică, care urmărește să aplice principiile creștine în politica publică. Ea a apărut în Europa secolului al XIX-lea sub influența conservatorismului și a învățăturii catolice sociale. Ea continuă să fie influentă în Europa și în America Latină, deși într-un număr de țări etosul ei creștin a fost diluat de secularizare.
În practică, democrația creștină este, adesea, considerată a fi centru-dreapta pe probleme culturale, sociale și morale (conservatorism social) și este considerată centru-stânga din perspectivă economică. În ceea ce privește problemele economice și de muncă, drepturile civile și politica externă, precum și mediul, pledează pentru o economie socială de piață (cu economie de trecere spre social-democrație, ce se bazează pe morala de familie). În Europa, în cazul în care adversarii lor au fost, în mod tradițional, socialiștii seculariști, partidele democratice sunt moderat conservatoare în ansamblu, în timp ce în mediul foarte diferit cultural și politic din America Latină creștină au tendința să se încline spre stânga.
Ca exemple de partide democrat-creștine se numără: Uniunea Creștin-Democrată în Germania, Partidul Popular Austriac, Partidul Fine Gael din Irlanda, Partidul Creștin Democrat din Chile, Partidul Popular din Aruban, din Caraibe, Partidul Popular Creștin Democrat din Elveția, Partidul Christen-Democratisch Appèl în Țările de Jos, Partidul Popular din Spania, Partidul Popular Creștin Democrat din Moldova și altele.

## Puncte de vedere politice
Creștin-democrația promovează o viziune politică centrată pe demnitatea umană, solidaritate socială și responsabilitate individuală, valori inspirate în principal din doctrina socială a Bisericii Catolice și din etica creștină.
Unul dintre principiile fundamentale ale creștin-democrației este subsidiaritatea, potrivit căruia problemele sociale și economice ar trebui rezolvate la cel mai mic nivel posibil al organizării sociale, iar intervenția statului este justificată doar atunci când entitățile mai mici nu își pot îndeplini eficient sarcinile. Acest principiu este completat de promovarea economiei sociale de piață, care caută să combine avantajele pieței libere cu protecția socială a cetățenilor vulnerabili.
Din punct de vedere economic, creștin-democrația respinge atât capitalismul neoliberal pur, cât și socialismul de stat, propunând un model de economie mixtă, în care statul are rolul de a reglementa piețele pentru a preveni abuzurile și a garanta un nivel de trai decent.
În sfera socială, creștin-democrații susțin protecția familiei tradiționale, apărarea vieții umane de la concepție, dar și politici de sprijin pentru educație, sănătate și combaterea sărăciei. În același timp, partidele creștin-democrate moderne au adoptat poziții mai moderate în privința drepturilor minorităților și a protecției mediului, încercând să armonizeze valorile tradiționale cu provocările lumii contemporane.